# Kwong Siew Association of Thailand
Kwong Siew Association of Thailand is een geboortestreekvereniging voor Chinezen in Thailand die hun jiaxiang in Zhaoqing of Guangzhou hebben. Het verenigingsgebouw is gevestigd in Bangkok. De vereniging werd in 1877 opgericht onder de naam "廣肇別墅". In 1936 werd de verenigingsnaam veranderd in wat het nu is. Het verenigingsgebouw bevat een Chinese tempel waarin Guanyin, Beidi, Caishen, Taisui, Lu Ban, Confucius, etc. worden vereerd. De vereniging helpt Chinese Thai van dezelfde jiaxiang als ze niet genoeg geld hebben voor bijvoorbeeld het ziekenhuis of het regelen van een Chinese begrafenis. De vereniging is hierdoor onderverdeeld in verschillende afdelingen. Ook bestaat er een vrouwenafdeling en onderwijsafdeling. De vereniging heeft door zijn lange geschiedenis heen vele Chinese scholen in Thailand opgericht.